# Moulin à marée de Kervilio
Pour les articles homonymes, voir Moulin à marée (homonymie).
Le moulin à marée de Kervilio est un édifice situé au Bono, en France.

## Localisation
Le moulin est situé près du lieu-dit de Kervilio, sur la commune du Bono, dans le département du Morbihan en région Bretagne. Il est situé au débouché d'un ruisseau sur la rivière du Bono, alimentée par les eaux de marée du golfe du Morbihan.

## Description

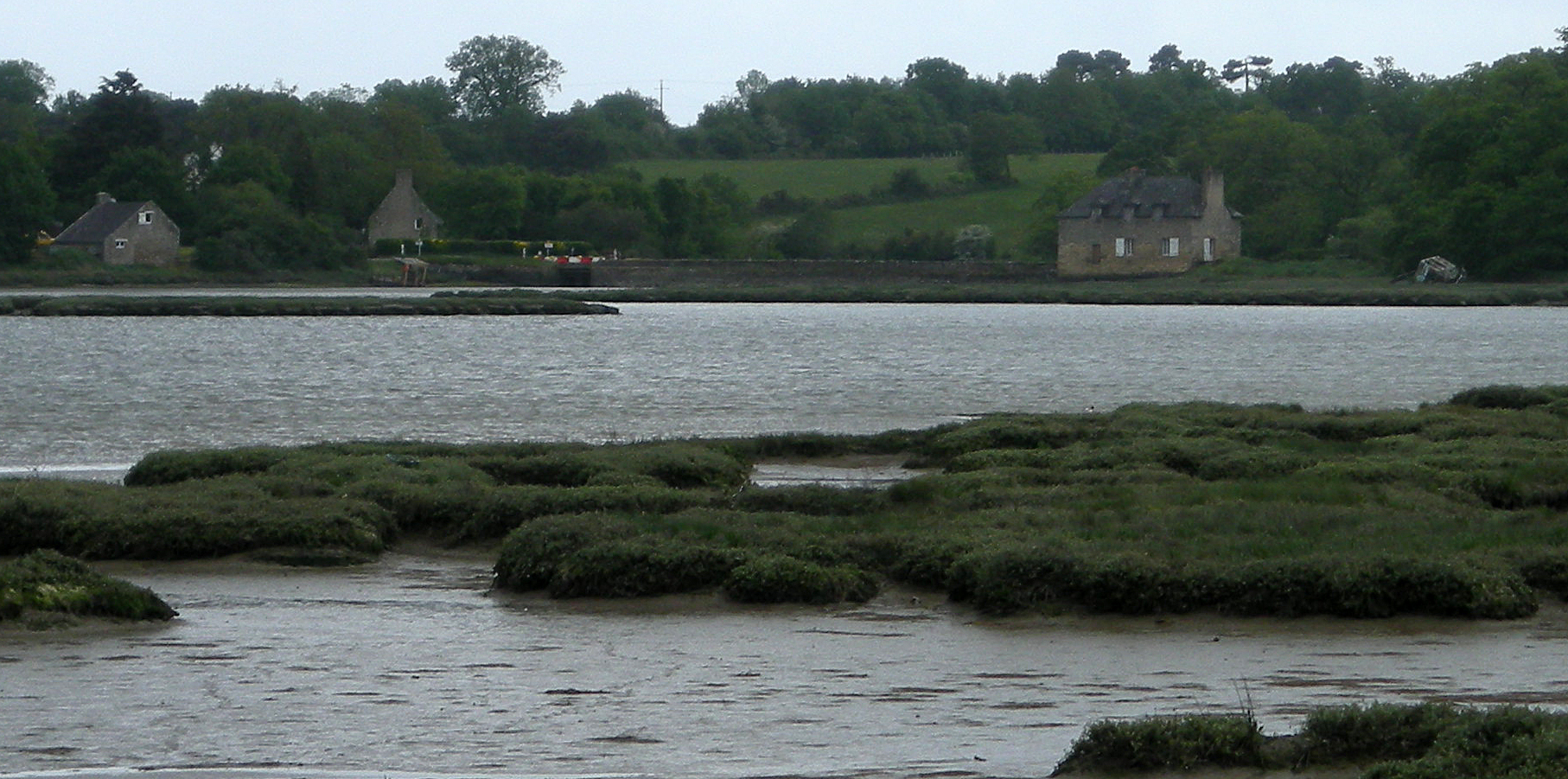
Paysage typique de la vallée de la rivière du Bono avec au fond le moulin à marée de Kervilio.

Le moulin est formé de l'édifice proprement dit, ainsi que d'une digue de 90 m de long qui barre un étang d'eau douce et d'eau salée.
Le bâtiment du moulin possède une toiture à quatre pans et trois lucarnes, ainsi que deux imposantes cheminées. Le moulin possède deux roues extérieures.

## Historique

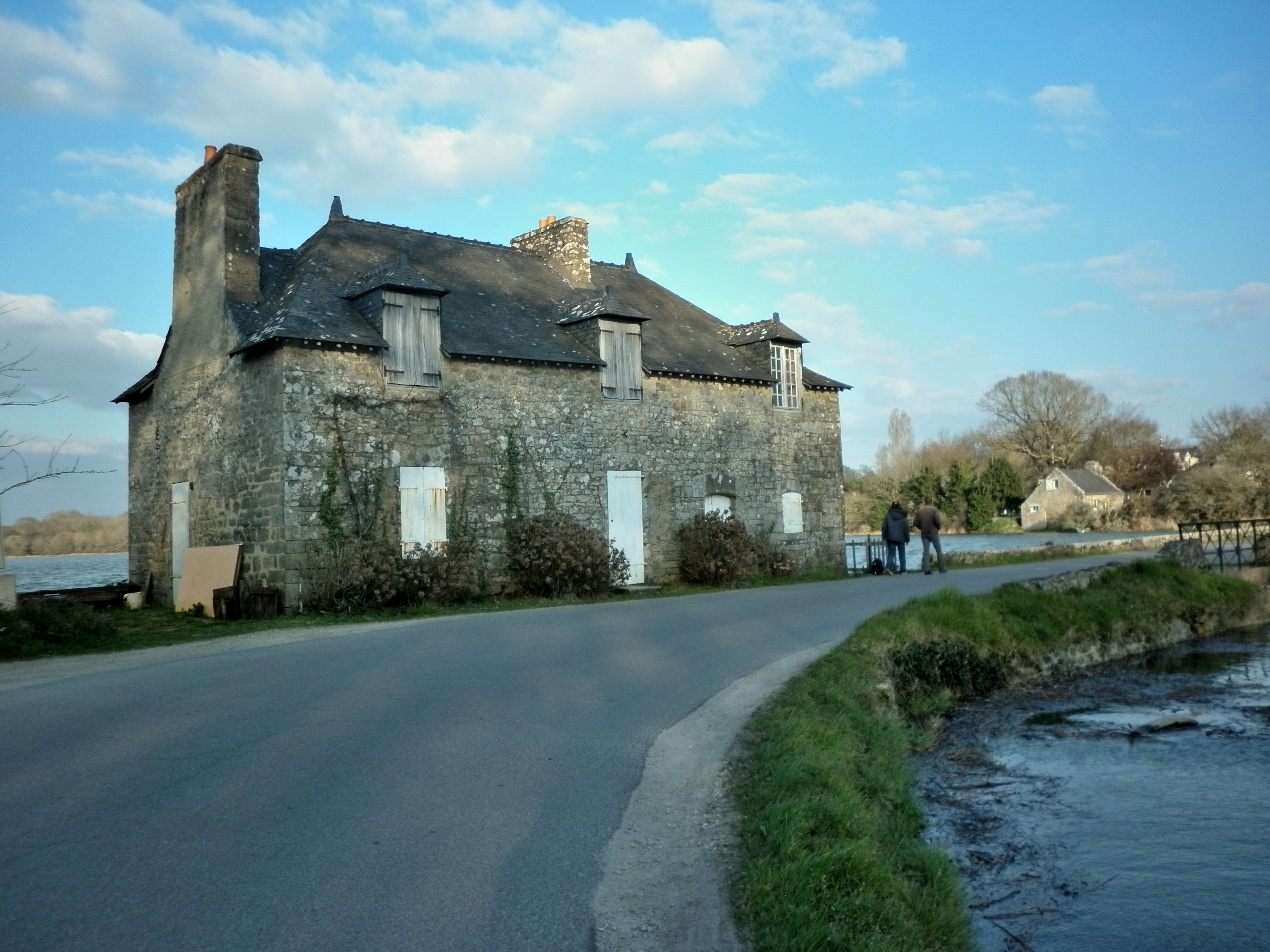
Vue de la façade du moulin.

Un moulin à marée existe à cet emplacement avant 1456. L'édifice actuel date du début du XIXe siècle. L'activité meunière cesse en 1960.
La charpente, datant du XVe siècle, est partiellement remaniée en 1961.
Il a été appelé moulin de Pontsal avant d'être rattaché au manoir de Kervilio situé à proximité.
L'édifice, son mécanisme et sa digue sont inscrits au titre des monuments historiques le 21 septembre 1987.